# Groupe industriel des ciments d'Algérie
Le Groupe industriel des ciments d'Algérie (GICA) est un groupe algérien de matériaux de construction.
GICA détient 14 cimenteries et 3 unités de granulats et BPE en Algérie. Il est le premier producteur de ciment en Algérie.

## Historique
Le Groupe industriel des ciments d'Algérie (GICA) est créé le 26 novembre 2009, à la suite de la transformation juridique de l’ex Société de Gestion des participations Industrie des ciments.
Le 2 mai 2018, GICA effectue sa première opération d'exportation de ciment vers l'Europe. Fin avril 2018, 45 000 tonnes de ciment (clinker) ont été livrés en Europe via la filiale de distribution des matériaux de construction du groupe. Une première partie des 200 000 tonnes de clinker que la compagnie doit exporter vers le marché européen.
Le 21 juillet 2019, la cimenterie de Sigus est entrée en production avec une capacité de 2,2 millions de tonnes. Réalisée pour un coût global de 51,2 milliards de dinars, la cimenterie occupe une superficie de 570 ha.
En août 2019, GICA obtient deux certifications qualité de l'American Petroleum Institute (API) et l'Institut algérien de normalisation (Ianor) pour le ciment pétrolier, GICA se lance dans la production du ciment pétrolier à Aïn El Kebira, pour satisfaire les besoins de l'industrie pétrolière en Algérie et pour l'exportation.

## Activités
GICA a produit près de 14 millions de tonnes de ciments en 2017, en hausse de 11% par rapport à 2016. GICA ambitionne de produire 20 millions de tonnes à l'horizon 2020.